# Svobodne, Melitopol
Svobodne (în ucraineană Свободне) este un sat în comuna Astrahanka din raionul Melitopol, regiunea Zaporijjea, Ucraina.

## Demografie
Componența lingvistică a localității Svobodne
     Ucraineană (59,92%)
     Rusă (36,26%)
     Alte limbi (0,38%)
Conform recensământului din 2001, majoritatea populației localității Svobodne era vorbitoare de ucraineană (59,92%), existând în minoritate și vorbitori de rusă (36,26%).